# Lindsaea sagittata
Lindsaea sagittata là một loài thực vật có mạch trong họ Dennstaedtiaceae. Loài này được Dryand. miêu tả khoa học đầu tiên năm 1797.